# ناسار
ناسار 
(به مالتی: Naxxar) شهری در ناحیهٔ مالت شمالی واقع در کشور مالت است که در سال ۱۹۹۵ میلادی ۹٫۸۲۲ نفر جمعیت داشته اما جمعیت آن در سال ۲۰۰۵ میلادی ۱۱٫۹۴۷ نفر بوده‌است.